# Дассен, Жюль
Жюль Дассе́н (фр. Jules Dassin, до переезда в Европу — Джу́лиус Мо́зес Да́ссин (англ. Julius Moses Dassin), 18 декабря 1911, Мидлтаун, Коннектикут, США — 31 марта 2008, Афины, Греция) — американский и французский кинорежиссёр и актёр, классик нуара, снявший в этом стиле три знаменитых фильма — «Обнажённый город» (1948), «Ночь и город» (1950) и «Мужские разборки» (1955, премия Каннского кинофестиваля за лучшую режиссуру). Отец французского эстрадного певца Джо Дассена.

## Биография

### Ранние годы
Джулиус Мозес Дассин родился в городке Мидлтаун округа Мидлсекс в штате Коннектикут на восточном побережье США в религиозной еврейской семье. Родители заключили брак в Манхэттене 9 июня 1907 года — через год после того, как по отдельности эмигрировали в США. В семье было восемь детей. Его отец Шмил-Мойше (Сэмюэл Мозес) Дассин (англ. Samuel Moses Dassin, 1887—1949), уроженец Каменца-Подольского, был парикмахером; мать Берта (Бекка) Фогель (англ. Berthe (Becca) Vogel Dassin, 1885—1949) — домохозяйкой из Австро-Венгерской империи (ныне Польша). Дед режиссёра занимался производством париков для Одесского оперного театра. Вскоре после рождения Джулиуса вся семья переехала в нью-йоркский район Гарлем, учился Дассин в средней школе Морриса в Бронксе.
После кратковременного обучения в Европе Дассин начал театральную карьеру на идише в нью-йоркской еврейской пролетарской труппе «АРТЕФ» (идиш: Арбэтэр Театэр Фарбанд — рабочее театральное объединение) в 1934 году, когда театр въехал в собственное здание на Бродвее. Эта новаторская труппа была создана режиссёром Бенно Шнайдером — воспитанником вахтанговской театральной студии «Габима» — в МХАТовских традициях и находилась под сильным влиянием советского авангарда середины 1920-х годов, не исключая прокоммунистической направленности. С 1936 года Дассин уже в основном актёрском составе, играл главным образом в пьесах Шолом-Алейхема («Дос гройсэ гевинс» — «Большой выигрыш, или 200000»), а также в «Рекрутах» Липы Резника («Рекрутн») и пьесах Мойше Кульбака «Разбойник Бойтрэ» («Бойтрэ-газлен») и «Биньёмен Магидов» (Вениамин Магидов). Одновременно зарабатывал на жизнь сочинением сценариев для популярного в те годы радиочаса Кейт Смит (c 1937 года) и постановкой одноактных комедий в летних еврейских рабочих лагерях «Кэмп Киндерланд» (Детская страна) и «Кэмп Ништ Гедайгет» (Беззаботный) в Катскильских горах (в первой из этих колоний он до 1939 года работал главным администратором). В одном из этих лагерей он познакомился со своей будущей женой (с 1933 года), скрипачкой Беатрис Лонер (1913, Нью-Йорк — 1994, Палм Спрингс, Калифорния). После окончания еврейской школы в Бронксе Беатрис Лонер, чей отец эмигрировал в США из Бучача (Галиция, Австро-Венгерская империя), продолжила обучение в Джулиардской школе музыки под руководством британского скрипача и педагога Харольда Беркли (англ. Harold Berkeley, 1896—1965), но оставила музыкальную карьеру вскоре после замужества.

### Голливуд
После распада труппы АРТЕФ в 1940 году Дассин впервые выступил в роли режиссёра, поставив Medicine Show (лечебное шоу) на Бродвее. Умеренный успех постановки привёл к его переезду в Лос-Анджелес, где он вскоре начал работать в Голливуде, подписал семилетний контракт с компанией Метро-Голдвин-Майер (MGM) и уже в следующем году дебютировал короткометражной экранизацией рассказа Эдгара По «Сердце-обличитель».
На протяжении 1940-х годов Дассин снял ряд полнометражных лент, но в 1947 году, остро ощущая отсутствие творческой свободы, прервал контракт с MGM и вернулся в Нью-Йорк. Здесь он начал сотрудничать с независимыми кинокомпаниями и один за другим снял четыре культовых детективных фильма в стиле нуар с оттенком эстетики неореализма, принёсших ему известность и кассовый успех, — «Грубая сила» (Brute Force, 1947), «Обнажённый город» (Naked City, 1948, в Нью-Йорке), «Воровское шоссе» (Thieves’ Highway, 1949, в Сан-Франциско) и «Ночь и город» (Night and the City, 1950, в Лондоне). Во всех четырёх картинах Дассин отдаёт явное предпочтение саспенсу и напряжённости перед откровенными сценами насилия, ставшими характерной частью гангстерского кино. Начиная с «Обнажённого города» он ведёт съёмки на реальных улицах и использует непрофессионалов в качестве статистов — практика, появившаяся в Италии и не принятая тогда в Америке.

### В чёрном списке
Ещё до окончания съёмок картины «Ночь и город» в Лондоне дальнейшая карьера режиссёра в США была прервана его коллегой Эдвардом Дмитрыком, который в набиравшую обороты эпоху маккартизмa засвидетельствовал членство Дассина в коммунистической партии (он состоял в ней в 1930-х годах и вышел из партии после пакта Молотова — Риббентропа) перед Комиссией по расследованию антиамериканской деятельности (House Committee on Un-American Activities, или HCUA). Дассин, попав в «Чёрный список» Голливуда, остался практически без работы (одна театральная постановка за 3 года) и, так и не дождавшись собственной повестки от HCUA, в 1953 году был вынужден переехать вместе со всей семьёй (женой, дочерьми Джули и Рики, сыном Джозефом) в Париж, где к тому времени уже сложилось целое сообщество голливудских невозвращенцев.
После пяти лет мытарств и безуспешных попыток вернуться в кино во Франции и Италии Дассену всё же удалось получить новый контракт и продолжить кинематографическую деятельность во Франции, впоследствии в Греции и вновь в США: «Мужские разборки» (Du Rififi chez les Hommes, 1955), «Только не в воскресенье» (Never on Sunday; Ποτέ την Κυριακή, 1960), «Федра» (Phaedra, 1961), «Топкапи» (Topkapi, 1964). Франсуа Трюффо назвал «Мужские разборки» лучшим фильмом стиля нуар.

### Новая жизнь
В 1955 году на фестивале в Каннах Дассен познакомился с греческой актрисой Мелиной Меркури (1920—1994), вскоре развёлся с Беатрис Лонер и в начале 1960-х годов поселился с новой женой в Греции. Успешное использование греческой тематики и несказанная популярность картины «Только не в воскресенье» сделали супружескую (с 1966 года) пару Дассен — Меркури чем-то вроде национальных героев. Мелина Меркури снялась в главных ролях в большинстве картин Дассена этого периода (в том числе артхаусных), включая такие известные, как «Кинжал Топкапи» с Максимилианом Шеллом и Питером Устиновым, «Только не в воскресенье» (в 1967 году на его основе Дассен поставил мюзикл Illya Darling, Лапочка Иллия, на Бродвее с Меркури в главной роли), «Федра» (с Энтони Перкинсом) и «Страстная мечта» (Dream of Passion, 1978) — последняя роль Мелины в кино.
Жюль Дассен был продюсером и автором или соавтором сценария в большинстве своих картин, а также снялся в некоторых из них, в том числе под псевдонимом Perlo Vita. В картине Только не в воскресенье (1959) Дассен и Меркури сыграли главные роли. В годы диктатуры в Греции (1967—1974) Дассен и Меркури жили в Нью-Йорке и во Франции, затем вновь поселились в Афинах, где Меркури стала членом парламента, а с 1981 года — министром культуры Греции. С 1980 года, устав от трудностей финансирования некоммерческого кино, Дассен сконцентрировался главным образом на театральных постановках в Афинах. После смерти Мелины в 1994 году он остался жить в Афинах в своём особняке на улице Мелины Меркури один.

## Фильмография
- 1941 — Сердце-обличитель / The Tell-Tale Heart, к/м
- 1942 — Нацистский агент / Nazi Agent
- 1942 — Амурные истории Марты / The Affairs of Martha
- 1942 — Воссоединение во Франции / Reunion in France
- 1943 — Свежие идеи / Young Ideas
- 1944 — Кентервильское привидение / The Canterville Ghost
- 1946 — Письмо для Иви / A Letter for Evie
- 1946 — Два умных человека / Two Smart People
- 1947 — Грубая сила / Brute Force
- 1948 — Обнажённый город / The Naked City
- 1949 — Воровское шоссе / Thieves' Highway
- 1950 — Ночь и город / Night and the City (Великобритания)
- 1955 — Мужские разборки / Du rififi chez les hommes (Франция)
- 1957 — Тот, кто должен умереть / Celui qui doit mourir (Франция/Италия)
- 1959 — Закон / La legge (Италия/Франция)
- 1960 — Только не в воскресенье / Ποτέ Την Κυριακή (Греция)
- 1962 — Федра / Phaedra (Греция/Франция/США)
- 1964 — Топкапи / Topkapi
- 1966 — В 22:30 летом (10:30 P.M. Summer) (США/Испания)
- 1968 — Выживание (Война или мир) / Hamilchama al hashalom (док., Израиль/США)
- 1968 — В напряжении / Up Tight!
- 1969 — Христа распинают вновь (Страсти по-гречески) / Christ Recrucified
- 1970 — Обещание на рассвете / Promise at Dawn (Франция/США)
- 1974 — Репетиция / The Rehearsal (Великобритания/Греция)
- 1978 — Плач женщин / Κραυγή Γυναικών (Греция/США/Швейцария)
- 1981 — Поздняя любовь / Circle of Two (Канада)

## Театральные постановки в США
- Medicine Show (Медицинское представление), спектакль по пьесе Оскара Сола и Эйч Ар Хаиса. Премьера: 4 апреля 1940 года в театре New Yorker Theatre (теперь Studio 54) по адресу 254 Вест 54-я улица на манхэттенском Вест-Сайде. Всего 35 представлений до 11 мая того же года.
- Joy to the World (Радость миру), спектакль по пьесе Аллана Скотта. Премьера: 18 марта 1948 года в театре Plymouth Theater (теперь Gerald Schoenfeld Theatre) по адресу 236 Вест 45-я улица на манхэттенском Вест-Сайде. Всего 124 представления до 3 июля того же года.
- Magdalena[англ.], мюзикл Эйтора Вила-Лобоса. Премьера: 20 сентября 1948 года в театре Ziegfeld Theatre (разрушен в 1966 году) по адресу Шестая Авеню, угол 54-й улицы на манхэттенском Вест-Сайде (крыша). Всего 88 представлений до 4 декабря того же года.
- Two’s Company (Компания из двоих), зарисовки Чарльза Шермана. Премьера: 15 декабря 1952 года в театре Alvin Theatre (теперь Neil Simon Theatre) по адресу 250 Вест 53-я улица на манхэттенском Вест-Сайде. Всего 90 представлений до 8 марта 1953 года.
- Isle of Children (Остров детей), спектакль по пьесе Роберта Л. Джозефа. Премьера: 16 марта 1962 года в театре Cort Theatre по адресу 138 Вест 48-я улица на манхэттенском Вест-Сайде. Всего 11 представлений до 24 марта того же года.
- Illya Darling (Лапочка Илия), мюзикл по фильму «Только не в воскресенье». Премьера: 11 апреля 1967 года в театре Mark Hellinger Theatre на Бродвее (1655 Бродвей на углу 237 Вест 51-й улицы на Манхэттене). Всего 320 представлений до 13 января 1968 года с Мелиной Меркури в роли беспечной проститутки Илии и музыкой Маноса Хадзидакиса, 6 номинаций на премию «Тони».

## Разное
- Картина Обнажённый город (1948) — первый фильм, целиком снятый вне студийных павильонов на реальных улицах Нью-Йорка.
- Картина Рифифи (1955) о воровском мире Монмартра среди прочего известна своей 33-минутной и абсолютно немой (если не учитывать свист) сценой ограбления.
- Жюль Дассен снял своего сына Джозефа, более известного как Джо Дассен, в эпизодических ролях нескольких своих картин, для саундтрека второй из которых — Куда дует тёплый ветер, или Закон (1958) он попросил его записать под гитару песню, которая уже в следующем году вышла отдельным синглом, запустив таким образом музыкальную карьеру популярного французского шансонье.
- Песня Маноса Хадзидакиса «Та педиа ту Пиреа» (Парни из Пирея), больше известная как «Только не в воскресенье», в исполнении Мелины Меркури и основанная на ней тема в сопровождении бузуки из одноимённого кинофильма Дассена (1960) принесла автору «Оскар», стала одной из самых знаменитых греческих песен и популяризовала бузуки. Именно после фильма Только не в воскресенье греческая тематика — и не только на киноэкране — стала непременно сопровождаться аналогичными мелодиями в сопровождении этого музыкального инструмента. Первоначальная запись этой песни использована, например, в афинских эпизодах картины Стивена Спилберга «Мюнхен» (2005).
- Дассен написал предисловие к сборнику Yiddish Proletarian Theatre: The Art and Politics of the ARTEF, 1925—1940 (еврейский пролетарский театр на идише: искусство и политика АРТЕФ), Westport: Greenwood Press, 1998. В этой знаковой нью-йоркской труппе, основанной в традициях Московского Художественного театра, начался творческий путь режиссёра.
- В 2005 году Дассен принял камео-участие в съёмках трёх документальных лент (Buzz и The Long Haul of A.I. Bezzerides — оба о жизни и творчестве писателя и киносценариста А. И. Безеридиса по прозвищу «Buzz» (1908—2007), с которым Дассен работал над картиной Воровское шоссе, и в Cineastes en acció вместе с Вуди Алленом, Бернардо Бертолуччи и другими).

## Семья
Дети:
- - Джо Дассен (Джозеф Айра Дассен, англ. Joseph Ira Dassin, 1938—1980) — французский эстрадный певец.
  - Ришел (Рики) Дассен (англ. Richelle, или Ricky, Dassin, род. 1940) — автор слов к песням Вангелиса (cf. альбом «Earth», 1973), Демиса Руссоса и своего брата.
  - Джули Дассен[фр.] (род. 1945) — снялась в ролях второго плана в лентах своего отца, Питера Устинова и некоторых других режиссёров.
- Внучатый племянник — Лев Л. Дассен[англ.] (род. 1965)[15], бывший Главный прокурор Южного района Нью-Йорка, который руководил арестом и обвинением Бернарда Мэйдоффа. Его отец — Джеральд Дассин — был вице-президентом косметической фирмы «Ревлон».

## Галерея
- Семья Дассен (Джулс Дассин с первой женой Беатрис, сыном и дочерьми)
- На похоронах сына (фоторепортаж, русская версия) — французская версия
- С дочерьми и сыном (французская версия)
- С сыном (французская версия)
- С первой женой и сыном, с Мелиной Меркури и сыном, с сыном, с Мелиной Меркури
- Кадры из кинофильмов Дассена с участием сына
- Фотопортрет № 1 (недоступная ссылка)
- Фотопортрет № 2 (недоступная ссылка)